# The Milky Waif
The Milky Waif es un cortometraje de la serie animada de Tom y Jerry, estrenado el 8 de mayo de 1946 por  Metro-Goldwyn-Mayer. Su producción estuvo a cargo de Fred Quimby y fue dirigido por  William Hanna y Joseph Barbera, la animación por Michael Lah, Kenneth Muse, Ed Barge, y musicalizado por Scott Bradley. Este corto fue ganador del Premio Oscar por Mejor productor. Su duración aproximada es de 7' 58".

## Argumento
Jerry esta en su dormitorio durmiendo en la noche teniendo una pesadilla, en donde es atrapado por Tom cuando es despertado por unos golpes a su puerta, donde al salir se encuentra con una canasta hecha de la cáscara de una nuez, de repente la canasta tiene vida y brinca y se mueve muy rápido adentro de su casa, y descubre que es un ratón bebé llamado Nibbles y una nota que dice:
"Por favor cuida a Nibbles, siempre tiene hambre". Pd.: Dale mucha leche"
Así pues, el pequeño ratón señala que tiene hambre, Jerry preocupado piensa y piensa y se le ocurre robar la comida de Tom (casi siempre leche). De hecho, en este capítulo, es justamente un plato de leche lo que consume Tom. En un momento, Nibbles se adelanta y en el intento de tomar leche del plato de Tom tropieza, y en el movimiento lo despierta por apoyarse en uno de sus bigotes; dado lo peligroso de la acción, Jerry toma a Nibbles y se esconden sumergiéndose en el plato de leche. Ahí Tom despierta y toma unos sorbos de leche, pero en un momento se traga (sin intención) a Nibbles, Jerry detiene a Tom para sacar a su amiguito de su boca, y es ahí cuando el gato se entera de lo que Jerry trama, comienzan con una serie de persecuciones sin éxito por parte de Tom, al final de todos los intentos (de Jerry de darle de comer a Nibbles y de Tom por capturarlos), resulta ser que Jerry y Nibbles se encierran en un armario, del que sólo pueden escapar disfrazándose de la dueña de Tom, Mammy-Two-Shoes(más conocida en Latinoamérica como Tomasa). Al darse cuenta Tom que es una mentira, continúa con las persecuciones y en un momento de destreza logra encerrar a Jerry en una botella para así enfocarse en Nibbles. En un intención, Tom se ve obligado a dispararse a sí mismo al no poder encontrar a Nibbles que se esconde en su pelaje, finalmente logra arrinconar a Nibbles, en donde Tom lo golpea con el mayor de los gustos con un matamoscas. Jerry al percatarse de la golpiza al pequeño, se escapa como puede y revisa a Nibbles: al ver que éste estaba lastimado, se enfurece gritando tal como un animal gigante y prehistórico (Mezcla de dinosaurio con gorila), esto asusta mucho a Tom y Jerry le da una paliza, para así al final Tom, todo lastimado y magullado es obligado por parte de Jerry (iracundo y armado con un machacador de carne) a alimentar a Nibbles con su propia leche y una cuchara, tal como una niñera.

## Censura
Este episodio fue señalado como "racista", dado que al momento de que Jerry y Nibbles escapan del armario, se pintan de negro con pintura de zapatos y se disfrazan de Mammy-Two-Shoes, el estereotipo de esclavo negro, para engañar a Tom. Este episodio tuvo que ser editado para la mayoría de las cadenas de TV y DVD recopilatorios.
- Datos: Q2667276